# 斯坦尼斯拉娃·普日贝谢夫斯卡

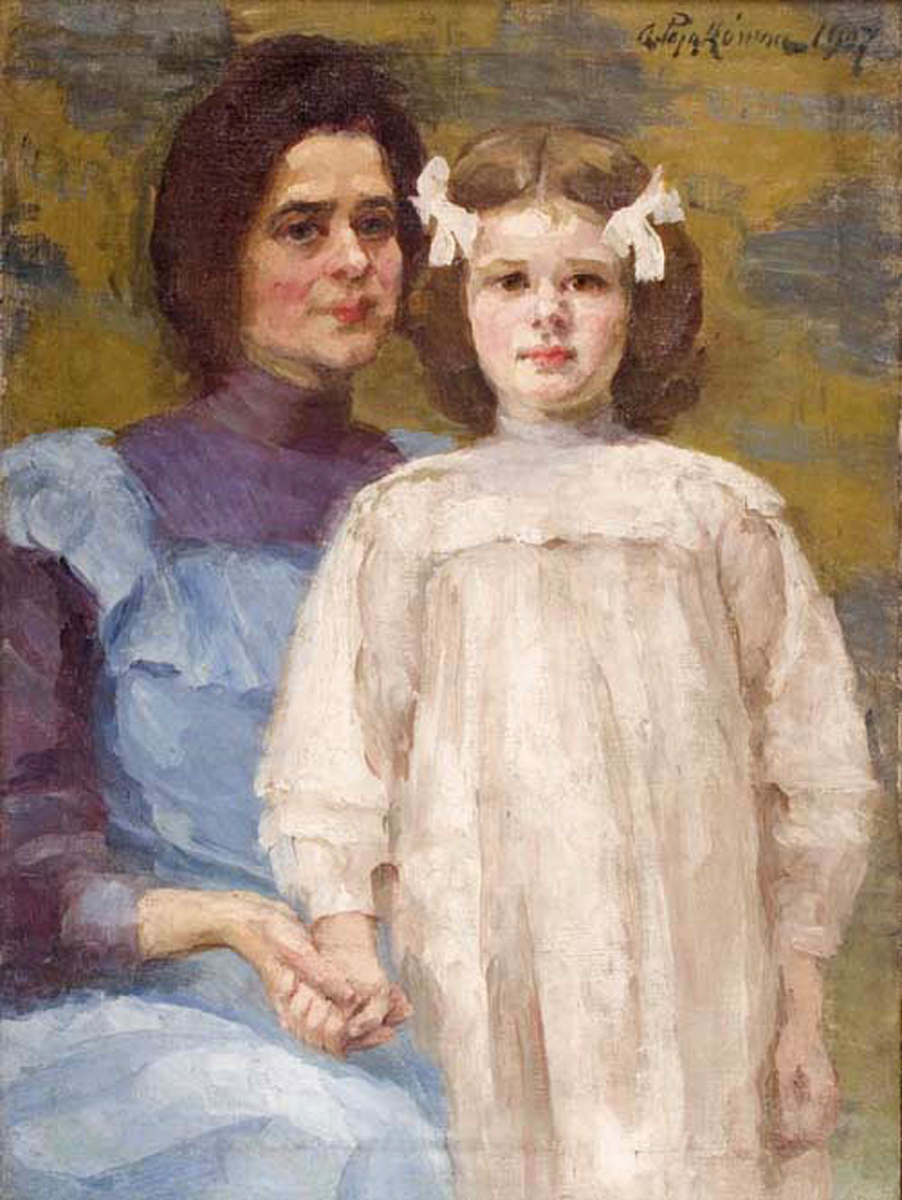
斯坦尼斯拉娃與女兒的自畫像

斯坦尼斯拉娃·普日贝谢夫斯卡（1901年10月1日 - 1935年8月15日）是一位波兰剧作家，她于1929年创作了一部探討馬克西米連·羅伯斯比爾和乔治·雅克·丹东之间冲突的戲劇。他創作的戲劇于 1983年被波兰电影制片人安德烈·華依達改編成电影《丹頓事件》。她最終因肺結核去世。